# Copa América (beach soccer)
La Copa América di Beach Soccer (chiamata originariamente in spagnolo Copa América de Fútbol Playa) è un torneo internazionale biennale di beach soccer, conteso tra le squadre nazionali del CONMEBOL. È la versione del beach soccer della Copa América del calcio.
Insieme al più lungo CONMEBOL Beach Soccer Championship, è uno dei due principali campionati di beach soccer disputati esclusivamente dalle squadre nazionali sudamericane.
Il torneo è organizzato dal CONMEBOL, che l’ha istituito nel 2016 seguendo la loro dichiarazione di impegno un anno prima, per sviluppare beach soccer nel continente. Si sono svolte delle esibizioni in stile Copa América nel 1994–99, 2003 e 2012–14, ma questo formato completamente competitivo della Copa América è la prima ad essere ufficialmente sancita e organizzata da CONMEBOL, che organizza anche gli altri eventi ufficiali del Copa América con le associazioni di calcio e futsal.
Il Brasile è l'attuale campione, avendo vinto l'edizione del 2023.

## Albo d'oro
| Anno          | Sede                    |          | Finale    | Finale    | Finale    |           | Finale 3º-4º posto | Finale 3º-4º posto | Finale 3º-4º posto |
| Anno          | Sede                    | Campione | Risultato | Secondo   | Terzo     | Risultato | Quarto             |                    |                    |
| 2016 dettagli | Santos, Brasile         | Brasile  | 12–2      | Paraguay  | Venezuela | 7–6       | Uruguay            |                    |                    |
| 2018 dettagli | Distretto di Asia, Perù | Brasile  | 7–3       | Paraguay  | Uruguay   | 7–4       | Ecuador            |                    |                    |
| 2022 dettagli | Luque, Paraguay         | Paraguay | 3–2       | Brasile   | Cile      | 3–2       | Venezuela          |                    |                    |
| 2023 dettagli | Rosario, Argentina      | Brasile  | 13–5      | Argentina | Colombia  | 7–5       | Paraguay           |                    |                    |

## Vittorie per nazione
| Squadre   | Titoli             | Secondo       | Terzo    | Quarto   |
| --------- | ------------------ | ------------- | -------- | -------- |
| Brasile   | 3 (2016,2018,2023) | 1 (2022)      | –        | –        |
| Paraguay  | 1 (2022)           | 2 (2016,2018) | –        | –        |
| Venezuela | –                  | –             | 1 (2016) | 1 (2022) |
| Uruguay   | –                  | –             | 1 (2018) | 1 (2016) |
| Cile      | –                  | –             | 1 (2022) | –        |
| Colombia  | –                  | –             | 1 (2023) | –        |
| Ecuador   | –                  | –             | –        | 1 (2018) |

### Partecipazioni e performance
| Squadra \ Anno | 2016 (10) | 2018 (10) | 2022 (10) | 2023 (10) | Apps |
| -------------- | --------- | --------- | --------- | --------- | ---- |
| Argentina      | 10º       | 5º        | 6º        | 2º        | 4    |
| Bolivia        | 7º        | 6º        | 10º       | 8º        | 4    |
| Brasile        | 1º        | 1º        | 2º        | 1º        | 4    |
| Cile           | 6º        | 8º        | 3º        | 6º        | 4    |
| Colombia       | 8º        | 9º        | 8º        | 3º        | 4    |
| Ecuador        | 9º        | 4º        | 9º        | 9º        | 4    |
| Paraguay       | 2º        | 2º        | 1º        | 4º        | 4    |
| Perù           | 5º        | 7º        | 5º        | 7º        | 4    |
| Uruguay        | 4º        | 3º        | 7º        | 5º        | 4    |
| Venezuela      | 3º        | 10º       | 4º        | 10º       | 4    |